# Hiroo
Hiroo (japanska: 広尾町?, Hiroo-chō) är en landskommun (köping) i Hokkaido prefektur i Japan. 